# Classe Akizuki (cacciatorpediniere 2010)
La classe Akizuki (in lingua giapponese Luna d'autunno) è costituita da 4 cacciatorpediniere multiruolo che hanno una funzione di protezione delle grandi unità della classe Kongo, destinate alla difesa contro i missili balistici. Tale nome è già stata usato dalla marina giapponese in altre due occasioni, una prima volta per un classe di cacciatorpediniere  realizzata in dodici esemplari e utilizzati nella seconda guerra mondiale, e una seconda volta per una classe costruita in due esemplari nel 1960, e rimasta in servizio fino al 1993.

## Storia
Derivata dalla precedente classe di cacciatorpediniere Takanami, la classe Akizuki presenta migliori caratteristiche stealth, fu sviluppata appositamente allo scopo di proteggere le grandi unità prettamente antiaeree della classe Kongo, dotate anche di capacità anti missile balistico, dalle minacce derivate da attacchi portati da aerei, sommergibili e missili superficie-superficie. La realizzazione di quattro unità fu avviata nel 2007 (nel calendario giapponese anno 19 dell'era Heisei) con la designazione di programma 19DD. La prima unità, denominata DD-114 Akizuki fu impostata il 17 luglio 2009, varata il 13 ottobre 2010, ed entrata in servizio il 14 marzo 2012. L'ultima di esse, il DD-117 Fuyuzuki è entrata in servizio il 13 marzo 2014.
Il costo per ognuna di esse fu pari a 84,4 miliardi di yen, circa 893 milioni di dollari dell'epoca. Le unità di questa classe dispongono di ottime capacità AAW (Anti-Aircraft Warfare) e C4IRS (Command, Control, Communications, Computers, Intelligence, Surveillance) tramite l'utilizzo del sistema integrato di combattimento OYQ-11 ATECS (Advanced Technology Combat System).

## Descrizione tecnica

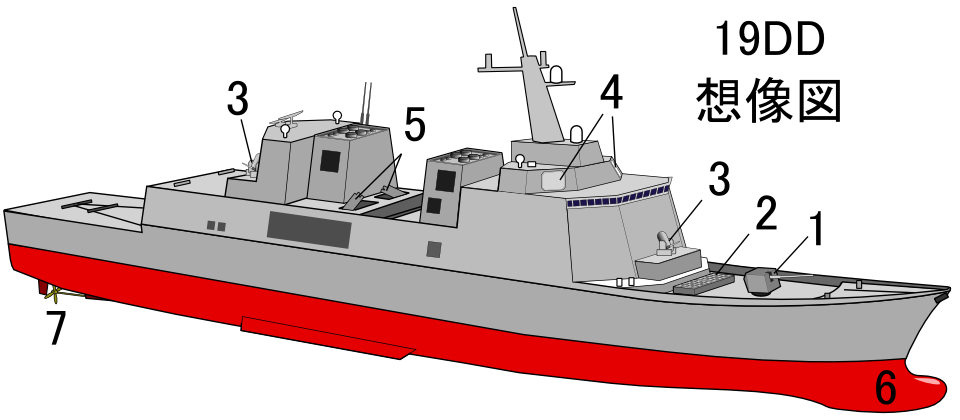
Illustrazione sui sistemi adottati dalla classe Akizuki

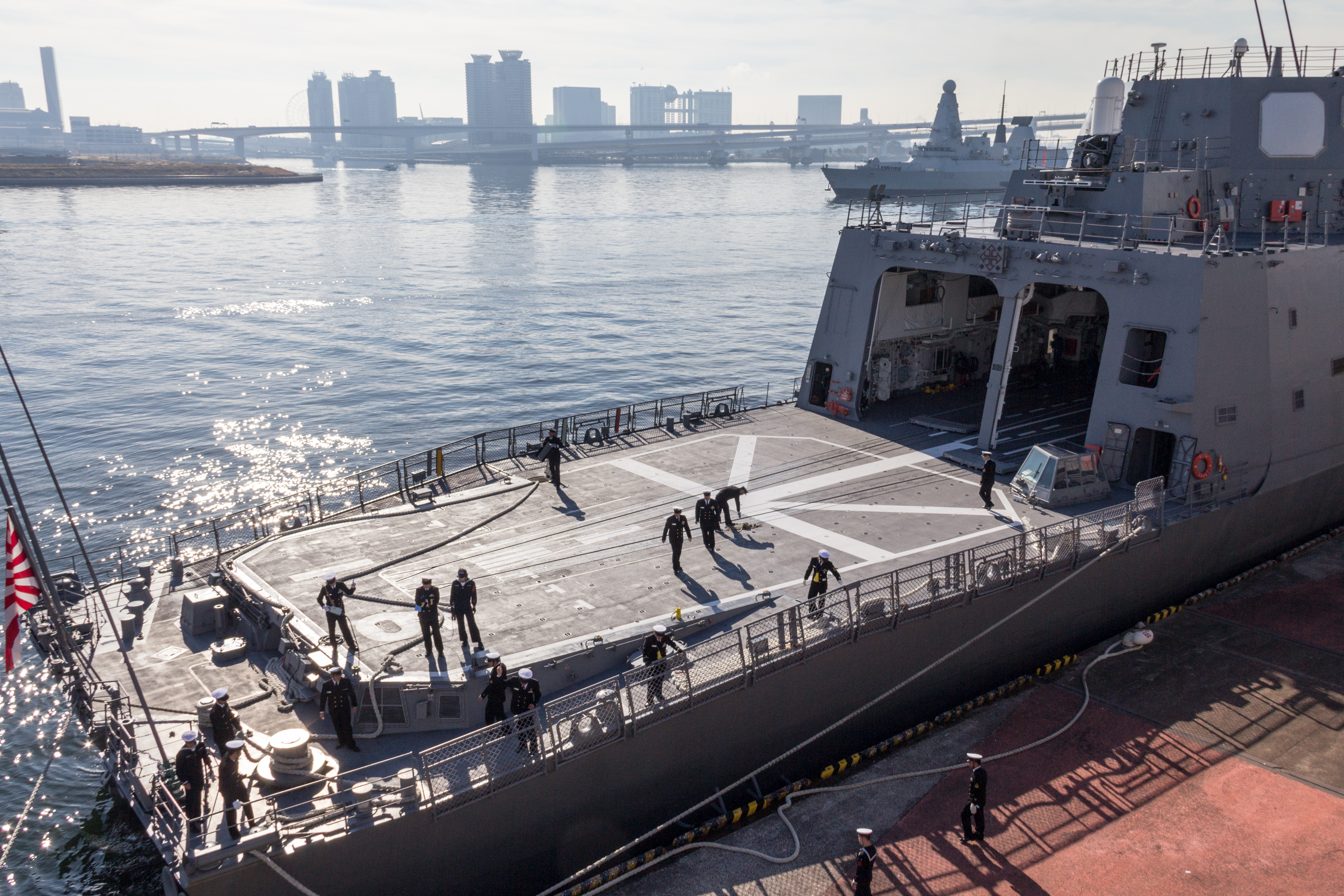
La soluzione adottata per porre a livello il ponte di volo dell'elicottero

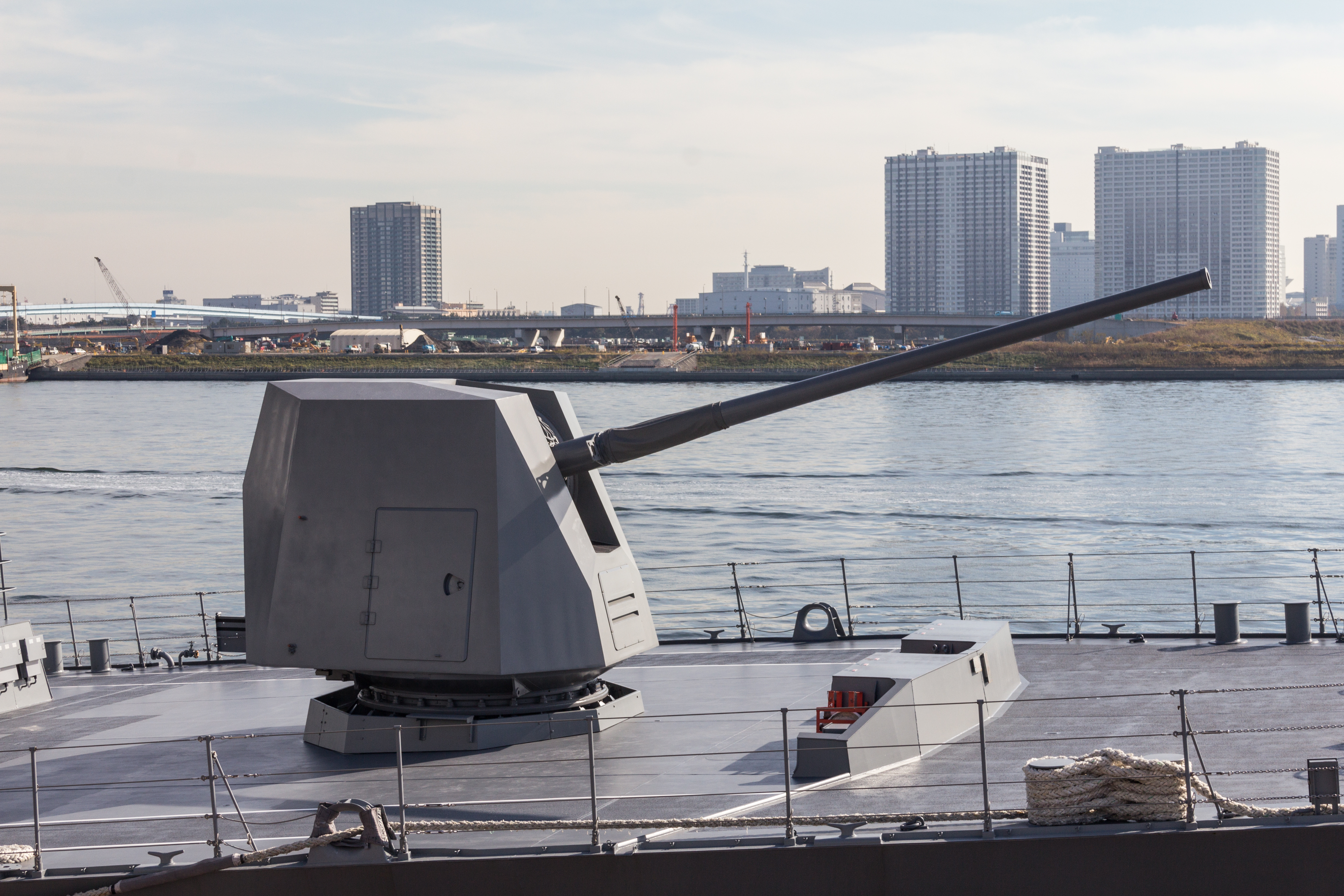
Cannone BAE Systems Mk.45 Mod.4 da 127/62 mm in torretta stealth

Rispetto ai cacciatorpediniere delle classi Murasame e Takanami, gli Akizuki presentano migliori caratteristiche stealth, elettronica più avanzata, dislocamento più elevato, e apparato motore più potente. I fumaioli mantengono la medesima disposizione dei precedenti tipi, che presentano 2 grossi fumaioli/prese d'aria per le turbine a gas, posizionati disassati ma si differenziano per la presenza di una grossa tuga posta sopra la plancia, che ospita 4 delle 8 antenne del radar AESA, mentre le altre 4 sono poste su un'analoga tuga situata sopra l'hangar di poppa. Lo scafo è caratterizzato dal tratto terminale del ponte di coperta leggermente inclinato verso il basso. A causa di questo la piattaforma di appontaggio dell'elicottero ha dovuto essere livellata tramite un innalzamento progressivamente verso poppa rispetto all'andamento del ponte di coperta.
L'apparato propulsivo è del tipo COGAG (Combined Gas and Gas), ed è costituito da 4 turbine a gas Rolls-Royce Spey SM1C che erogano una potenza di 13.500 hp, che permette alla nave di raggiungere una velocità massima di 30 nodi. L'equipaggio raggiunge le 200 unità.
L'armamento è costituito da un cannone BAE Systems Mk.45 Mod.4 da 127/62 mm, prodotto su licenza dalla Mitsubishi, 2 cannoni per la difesa di punto a 6 canne rotanti General Electric Phalanx Mk.15 Mod.2 CIWS cal.20/76 mm. Un lanciatore verticali Mk.41 Mod.6 a 32 celle posto a prua ha in dotazione missili superficie-aria RIM-162 Evolved Sea Sparrow e superficie-profondità antisommergibile Lockheed Martin RUM-139 VL-ASROC o missili antisommergibile Type 07 SUM. A centro nave, tra i due fumaioli, sono collocati due lanciatori quadrupli per missili superficie-superficie Mitsubishi Type 90 (SSM-1B). Completano la dotazione due complessi tripli HOS-303 da 324 mm per siluri ASW.
L'elicottero Sikorsky SH-60K Seahawk può utilizzare come armamento siluri Mk 46 o Type 97, missili aria-superficie AGM-114 Hellfire e bombe di profondità.
La dotazione elettronica è costituita da un radar bi-banda di scoperta aerea Melco FCS-3A del tipo AESA (Active Electronically Scanned Array) dotato di 8 antenne planari, 1 radar di navigazione/scoperta di superficie Japan Radio Company OPS-20C, 1 sistema di combattimento OYQ-11 ATECS (Advanced Technology Combat System), 1 TACAN ORN-6 C, 1 sonar a scafo OQQ-22, e un sonar trainato (TAS) OQR-3. Il sistema di guerra elettronica è il NOLQ-3D, vi sono 2 lanciatori per chaff/flare Mk.36 SRBOC, e un sistema brandeggiabile per contromisure antisiluro FAJ.  Per le comunicazioni sono disponibili antenne NORA-1 e NORQ-1 per i collegamenti satellitari nelle reti SATCOM e Superbird della Maritime Operation Force, e i terminali USC-42 DAMA per quelle americane. Per il trasferimento dati è disponibile il sistema Link 16.

## Servizio operativo
Le quattro unità della classe Akizuki sono entrate in servizio nella flotta dei cacciatorpediniere (Goei kantai) della Kaijō Jieitai tra il 2012 e il 2014.

## Unità
| Numero di costruzione | Nome      | Pennant number | Stato       | Cantiere navale                           | Impostazione   | Varo              | Ingresso in servizio |
| --------------------- | --------- | -------------- | ----------- | ----------------------------------------- | -------------- | ----------------- | -------------------- |
| 2244                  | Akizuki   | DD-115         | In servizio | Mitsubishi Heavy Industries, Nagasaki     | 17 luglio 2009 | 13 ottobre 2010   | 14 marzo 2012        |
| 2245                  | Teruzuki  | DD-116         | in servizio | Mitsubishi Heavy Industries, Nagasaki     | 9 luglio 2010  | 15 settembre 2011 | 14 marzo 2012        |
| 2246                  | Suzutsuki | DD-117         | In servizio | Mitsubishi Heavy Industries, Nagasaki     | 18 maggio 2011 | 17 ottobre 2012   | 12 marzo 2014        |
| 2247                  | Fuyuzuki  | DD-118         | In servizio | Mitsui Engineering & Shipbuilding, Tamano | 14 giugno 2011 | 22 agosto 2012    | 13 marzo 2014        |

## Galleria d'immagini

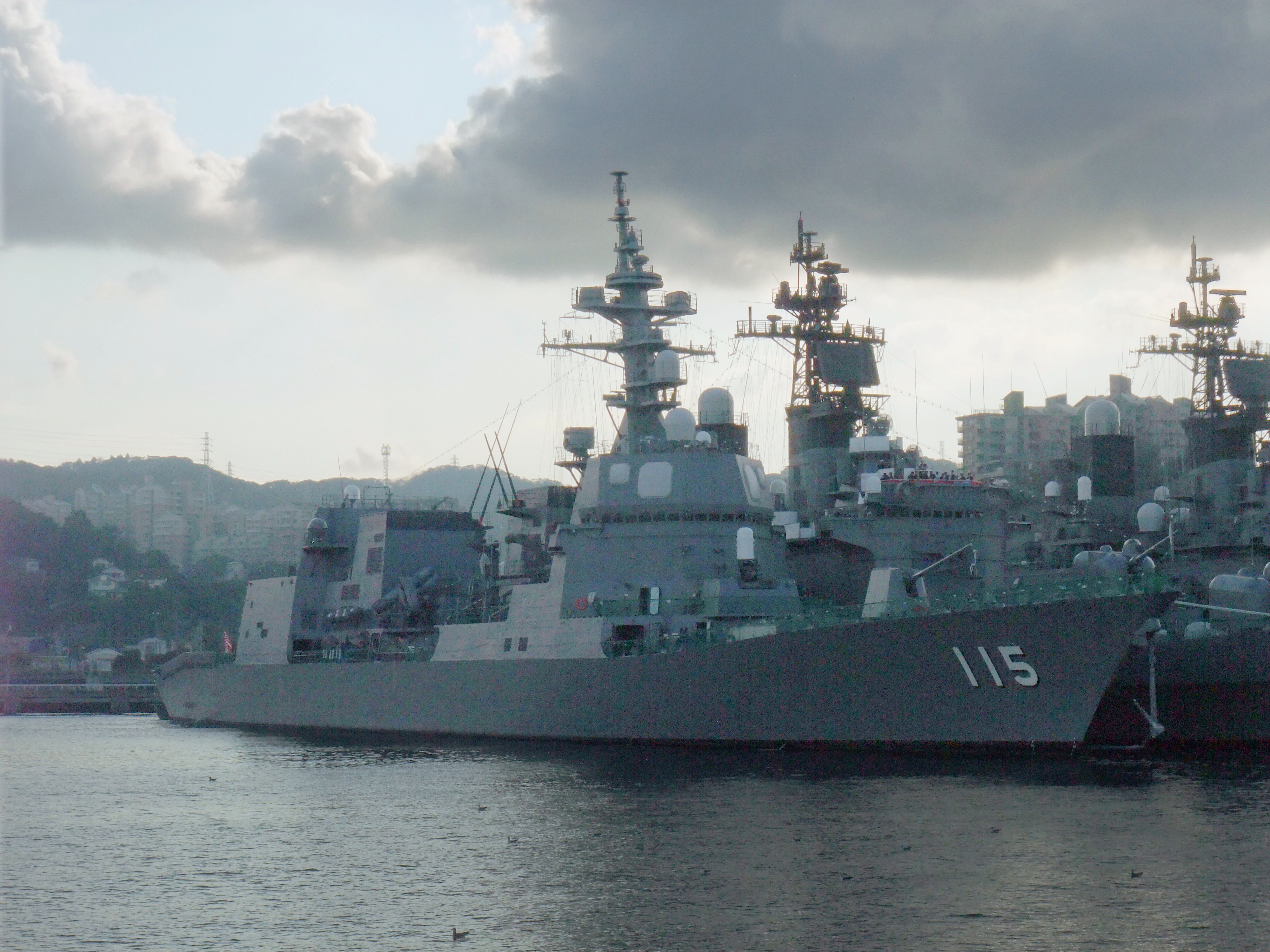
Vista di dritta del cacciatorpediniere JS Akizuki
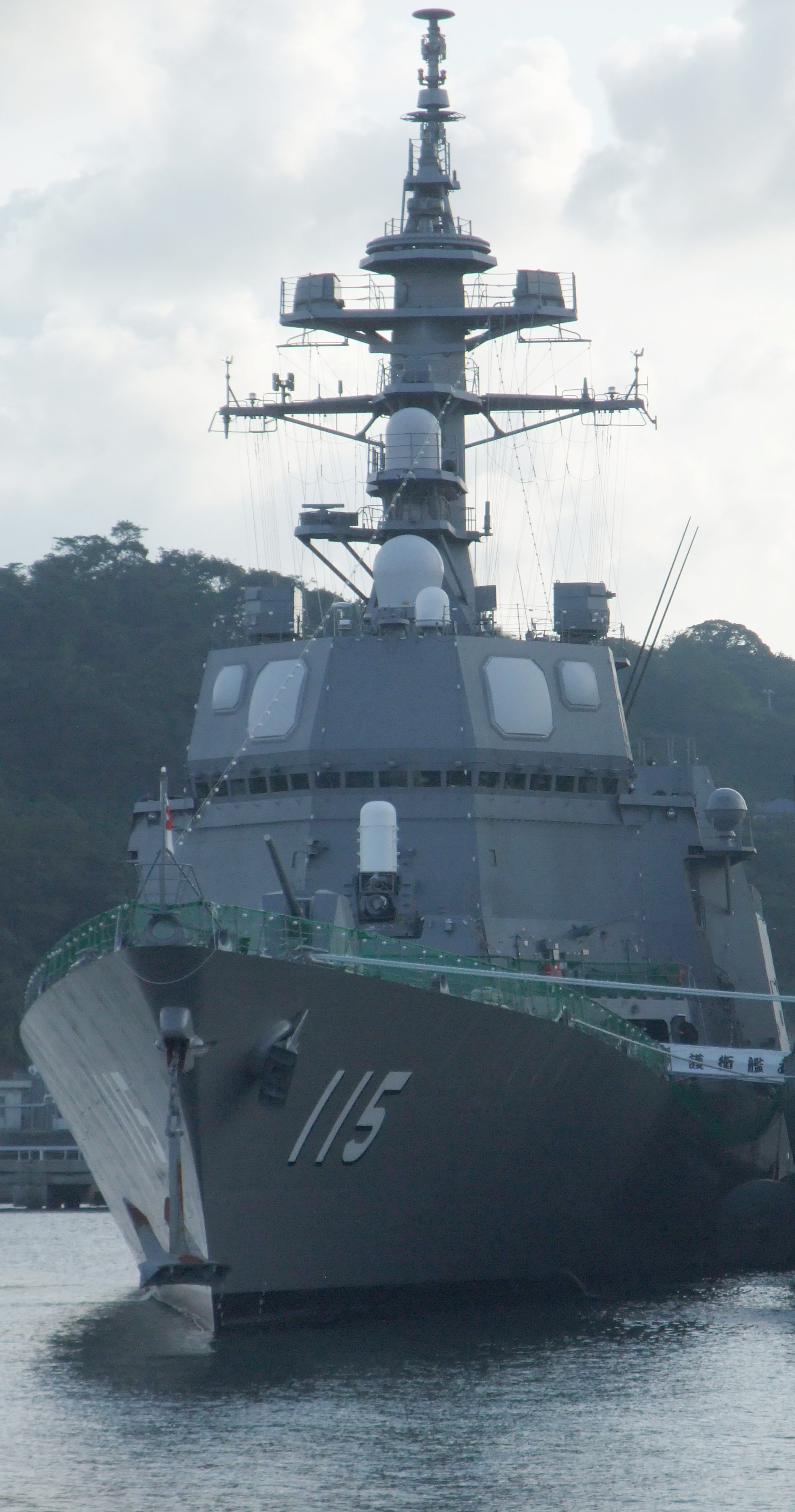
Vista di prua
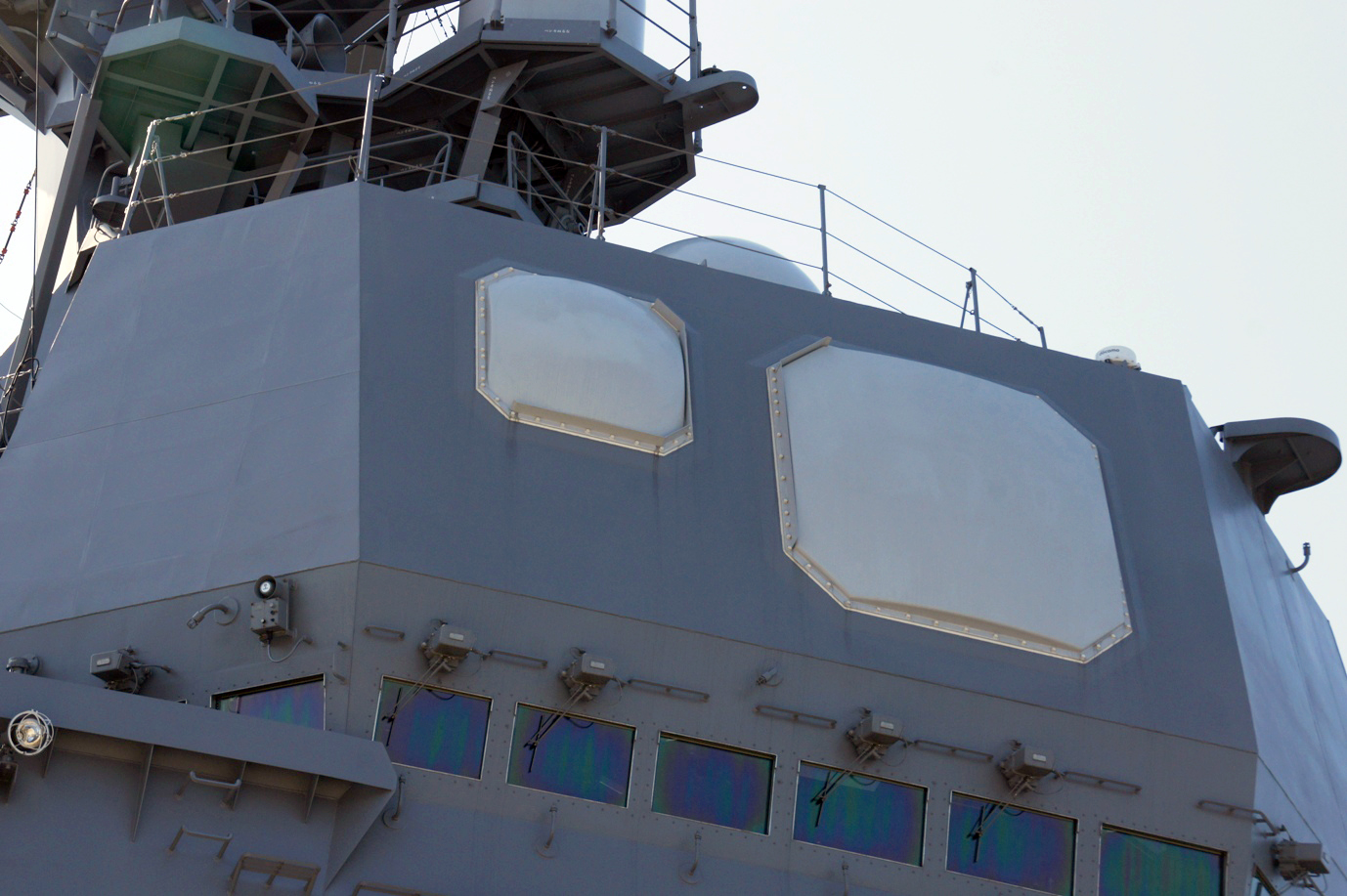
Dettaglio della plancia con 2 antenne del radar AESA
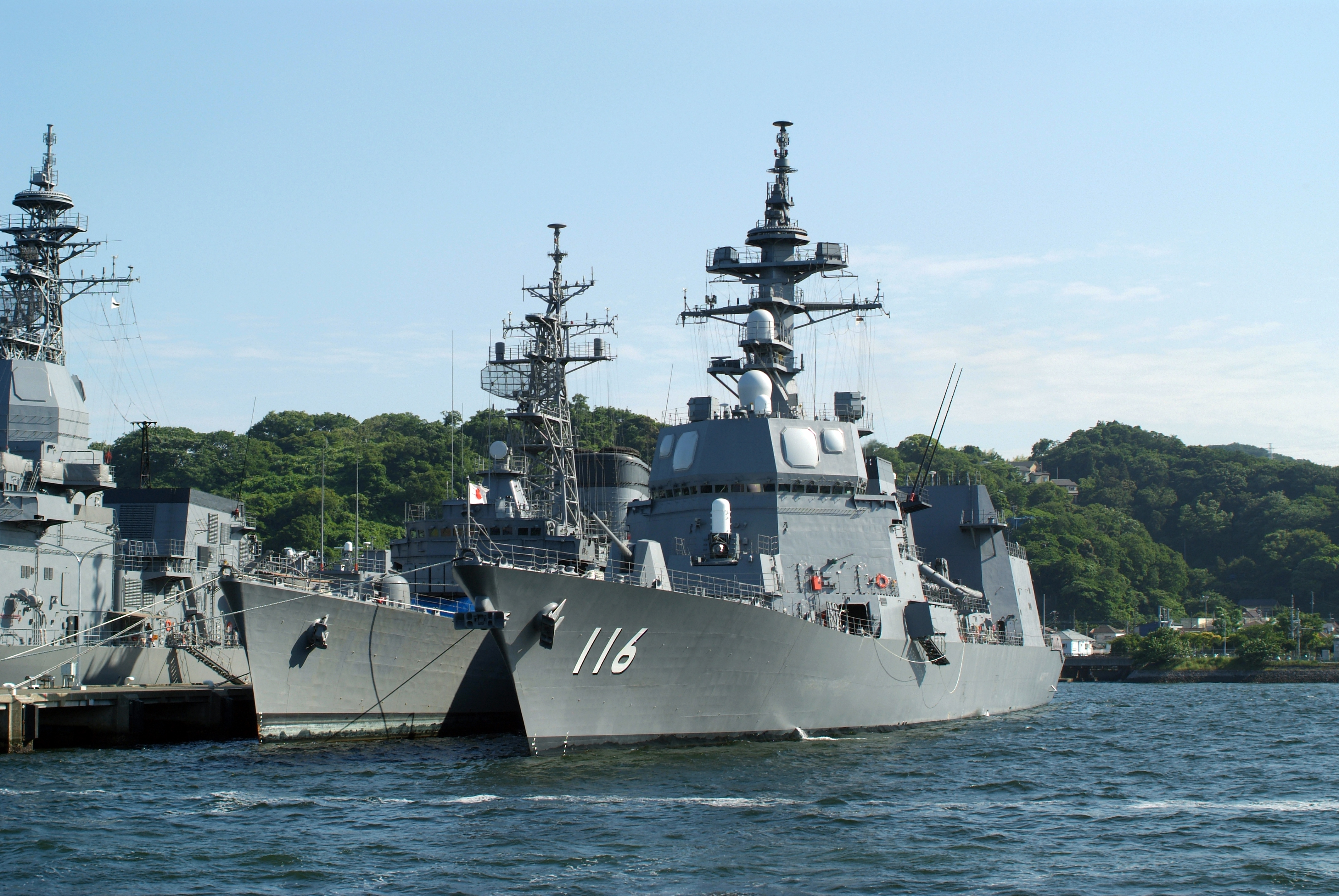
Il cacciatorpediniere JS Teruzuki presso la base navale di Yokosuka, 2013
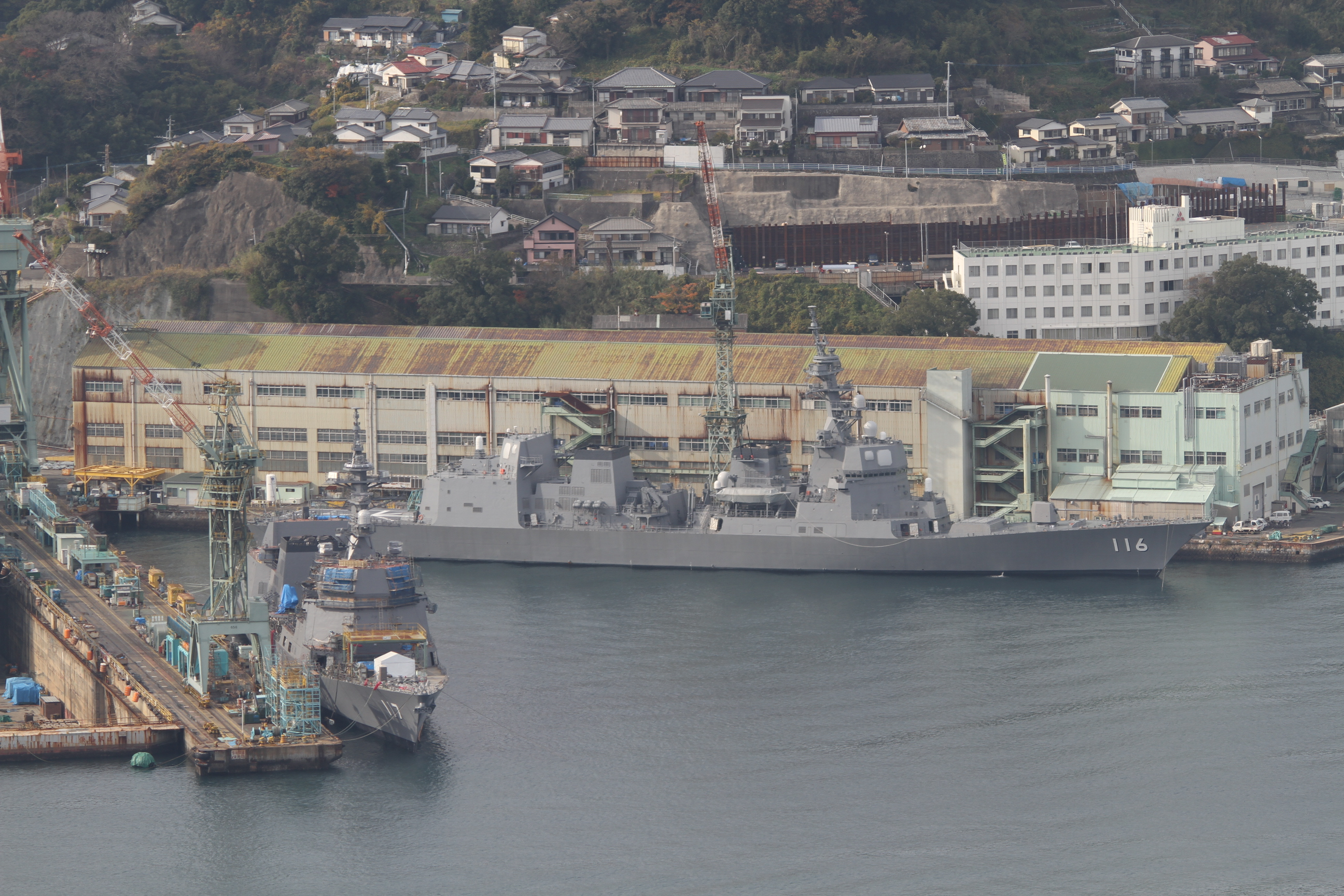
I cacciatorpediniere JS Teruzuki (DD-116) e JS Suzutuki (DD-117) presso il cantiere navale di Nagasaki
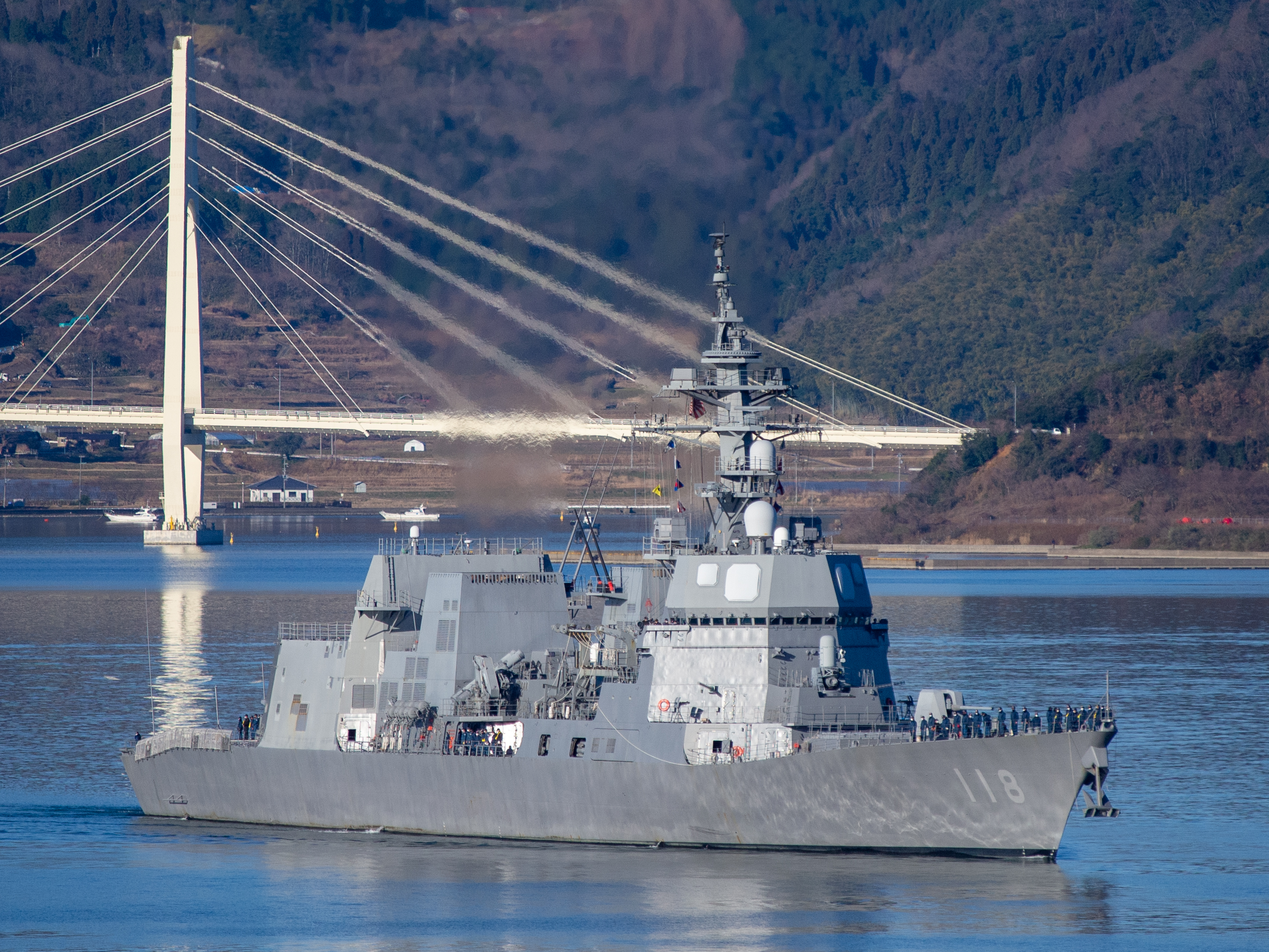
Il cacciatorpediniere "Fuyuzuki" attraccato alla base di Maizuru

### Annotazioni
1. ↑  Non disposti uno dietro l'altro sull'asse che dalla prua si porta verso la mezzerie dalla poppa.

### Fonti
1. 1 2 3 4 5  Po 2019, p. 38.
2. ↑  Martorella 2016, p. 44.
3. ↑  Martorella 2016, p. 45.
4. 1 2  Martorella 2016, p. 46.
5. 1 2 3 4 5  Po 2019, p. 39.
6. 1 2  Martorella 2016, p. 47.
7. ↑  Po 2019, p. 42.
8. 1 2 3  Po 2019, p. 41.
9. 1 2  Po 2019, p. 45.
10. 1 2  Po 2019, p. 40.

### Periodici
- Cristiano Martorella, La classe Akizuki, in Panorama Difesa, n. 352, Firenze, ED.A.I., maggio 2016,  pp. 42-47.
- Enrico Po, Akizuki e Asahi, in Rivista Italiana Difesa, Chiavari, Giornalistica Riviera Soc. Coop., marzo 2019,  pp. 38-45.